# منتخب قرغيزستان تحت 23 سنة لكرة القدم
منتخب قيرغيزستان تحت 23 سنة لكرة القدم هو ممثل قيرغيزستان الرسمي في المنافسات الدولية في كرة القدم في فئة كرة قدم تحت 23 سنة للرجال، يديريه اتحاد قيرغيزستان لكرة القدم.